# Weinert (Teksas)
Weinert je grad u američkoj saveznoj državi Teksas. Prema popisu stanovništva iz 2010. u njemu je živjelo 172 stanovnika.